# Geelgroen kalkkopje
Het geelgroen kalkkopje (Physarum viride) is een slijmzwam behorend tot de familie Physaraceae. Het leeft saprotroof op hout van naaldbomen en struiken.

## Kenmerken
De sporangia zijn lichtgeel en 1,2 mm hoog. De sporotheca zijn afgeplat, ingelegd met felgele limoen en 0,6 mm in diameter. De steel is in de lengterichting gerimpeld en bruin bleek aan de top. Het capillitium
is overvloedig aanwezig, dun vertakt, met hyaliene draden afgewisseld met spoelvormige gele knopen. In bulk zijn de sporen zwart en met doorvallend licht bruin. De sporen zijn geornamenteerd met groepjes donkerdere
wratten en 7 tot 9 µm in diameter.

## Verspreiding
Het geelgroen kalkkopje komt voor op alle continenten behalve Antarctica. In Nederland komt het matig algemeen voor.